# 雨月物語 (電影)
《雨月物語》是日本導演溝口健二所執導的電影，受到上田秋成著作雨月物語的影響，於1953年上映。《雨月物語》被廣泛的認為是電影史上最偉大的電影之一。

## 工作人员
- 監督：溝口健二
- 製作：永田雅一
- 企画：辻久一
- 原作：上田秋成
- 脚本：川口松太郎（「オール讀物」所載）、依田義賢
- 作詞：吉井勇
- 撮影：宮川一夫
- 録音：大谷巌
- 照明：岡本健一
- 美術監督：伊藤熹朔
- 音楽監督：早坂文雄
- 音楽補佐：斎藤一郎
- 風俗考証：甲斐莊楠音
- 能楽按舞：小寺金七
- 陶技指導：永楽善五郎
- 和楽：望月太明吉社中
- 琵琶：梅原旭濤
- 編集：宮田味津三
- 助監督：田中徳三

## 演员
- 若狭：京マチ子
- 阿濱：水戸光子
- 宮木：田中絹代
- 源十郎：森雅之
- 藤兵衛：小沢栄（俳優座）
- 老僧：青山杉作（俳優座）
- 丹羽方の部将：羅門光三郎
- 村名主：香川良介
- 衣服店主人：上田吉二郎
- 右近：毛利菊枝
- 神官：南部彰三
- 自害する武将：光岡龍三郎
- 梅津の船頭：天野一郎
- 武将：尾上栄五郎
- 家臣：伊達三郎
- 目代：横山文彦
- 村の男：玉置一恵
- 源市：澤村市三郎
- 具足商人：村田宏三
- 鎧武者：堀北幸夫、清水明、玉村俊太郎、大崎史郎、千葉登四男
- 遊女屋の鎧武者：大國八郎
- 遊女屋の客：三浦志郎、越川一、三上哲
- 敗残兵：藤川準、福井隆次、石倉英治、武田徳倫、神田耕二
- 徴発の兵：菊野昌代士、由利道夫、船上爽
- 徴発される男：長谷川茂
- 遊女：大美輝子、小柳圭子、戸村昌子
- 待女：三田登喜子、上田徳子
- 余吾川の老婆：相馬幸子
- 遊女宿の老女：金剛麗子

## 評論
《雨月物語》獲得1953年威尼斯影展最佳導演銀獅獎，並多次被電影雜誌《聲音與影像》選為史上10大電影之一（1962年與1972年）。《鄉村之聲》（The Village Voice）於2000年將《雨月物語》選為20世紀100大電影之一，名列第29位。
法國著名影評人安德烈·巴贊認為「《雨月物語》是非常優秀的作品。」

## 發行
2005年11月8日，《雨月物語》首次對第1地區發布了電影DVD雙碟版，其中包括許多特殊內容，例如由日本導演新藤兼人執導的150分鐘紀錄片。

## 外部連結
1. ↑  （法文） Les Films~clefs du cinéma de Claude Beylie（法语：Claude Beylie） Bordas - 1987 - ISBN 2-04-016356-5
2. ↑  .   [2008-01-14]. （原始内容存档于2008-11-19）.

- 互联网电影数据库（IMDb）上《Ugetsu》的资料（英文）
- Criterion Collection essay by Phillip Lopate （页面存档备份，存于）
- （日語） Ugetsu （页面存档备份，存于） at the Japanese Movie Database